# Werner Segtrop
Werner Segtrop (* 17. Juli 1905 in Dortmund; † 6. August 1961 in Ost-Berlin) war ein deutscher Schauspieler und Synchronsprecher.

## Leben und Karriere
Werner Segtrop, geboren 1905 in Dortmund, war vor allem als Theaterschauspieler zwischen den 1930er und 1950er Jahren aktiv. So spielte Segtrop unter anderem in Thomas Langhoffs Egmont-Inszenierung den Buyck.
Nach dem Krieg spielte er auch als Schauspieler regelmäßig in verschiedenen deutschen Kinoproduktionen mit, unter anderem in Peter Pewas Film Straßenbekanntschaft, in Gustav von Wangenheims Filmdrama Und wieder 48, 1949 in Die blauen Schwerter unter der Regie von Wolfgang Schleif, 1951 in Falk Harnacks Das Beil von Wandsbek oder 1956 in Martin Hellbergs Produktion Thomas Müntzer – Ein Film deutscher Geschichte.
Darüber hinaus arbeitete Werner Segtrop auch gelegentlich als Synchronsprecher, so lieh er zum Beispiel seine Stimme Rex Ingram, der den Dschinn spielte, in dem Fantasy-Klassiker Der Dieb von Bagdad.

## Filmografie (Auswahl)
- 1938: Der Tanz auf dem Vulkan
- 1948: Straßenbekanntschaft
- 1948: Und wieder 48
- 1949: Träum’ nicht, Annette!
- 1949: Die blauen Schwerter
- 1951: Das Beil von Wandsbek
- 1954: Gefährliche Fracht
- 1955: Hotelboy Ed Martin
- 1955: Robert Mayer – Der Arzt aus Heilbronn
- 1956: Genesung
- 1956: Thomas Müntzer – Ein Film deutscher Geschichte
- 1957: Wo Du hin gehst…
- 1957: Die Hexen von Salem (Les sorcières de Salem)
- 1958: Die Elenden

## Synchronrollen (Auswahl)
- 1956: Vladimír Leraus als Stadthalter von Prag in Jan Hus

## Hörspiele
- 1953: Herbert Torbeck/Manda Torbeck: Die letzte Meldung (Lemaitre) – Regie: Wolfgang Schonendorf (Hörspiel – Berliner Rundfunk)
- 1954: Alf Scorell/Kurt Zimmermann: Der Wundermann (Renatus Rindtmischer) – Regie: Hans Busse (Hörspiel – Rundfunk der DDR)
- 1955: Lieselotte Gilles/Gerhard Düngel: Der Doktor der Armen – Regie: Willi Porath (Hörspiel – Rundfunk der DDR)